# Johannes Lochner
Johannes Lochner (Berchtesgaden, 15 ottobre 1990) è un bobbista tedesco, vincitore di cinque medaglie d'oro ai campionati mondiali, una nel bob a quattro a Schönau am Königssee 2017, una nel bob a due a Sankt Moritz 2023 e tre consecutive nella gara a squadre, nonché trionfatore nella Coppa del Mondo del bob a quattro nel 2017/18 e in quella del bob a due nel 2022/23.
È nipote di Rudi Lochner, ex bobbista di livello internazionale.

## Biografia
Ha praticato lo sci alpino e nel 2005 era iscritto nelle liste della FIS senza tuttavia mai aver disputato una gara.
Compete nel bob dal 2014 inizialmente come frenatore per la squadra nazionale tedesca. Debuttò in Coppa Europa nel gennaio 2014 gareggiando negli equipaggi pilotati da Andreas Böhmer. Passò al ruolo di pilota nel 2014/15 e nella stagione seguente riuscì ad aggiudicarsi la classifica finale in entrambe le specialità nonché il trofeo della combinata maschile. Si distinse inoltre nelle categorie giovanili vincendo tre medaglie ai mondiali juniores di cui l'argento nel bob a quattro ottenuto a Winterberg 2014 (da frenatore) ed entrambi i titoli conquistati a Winterberg 2016 nel nuovo ruolo di pilota.

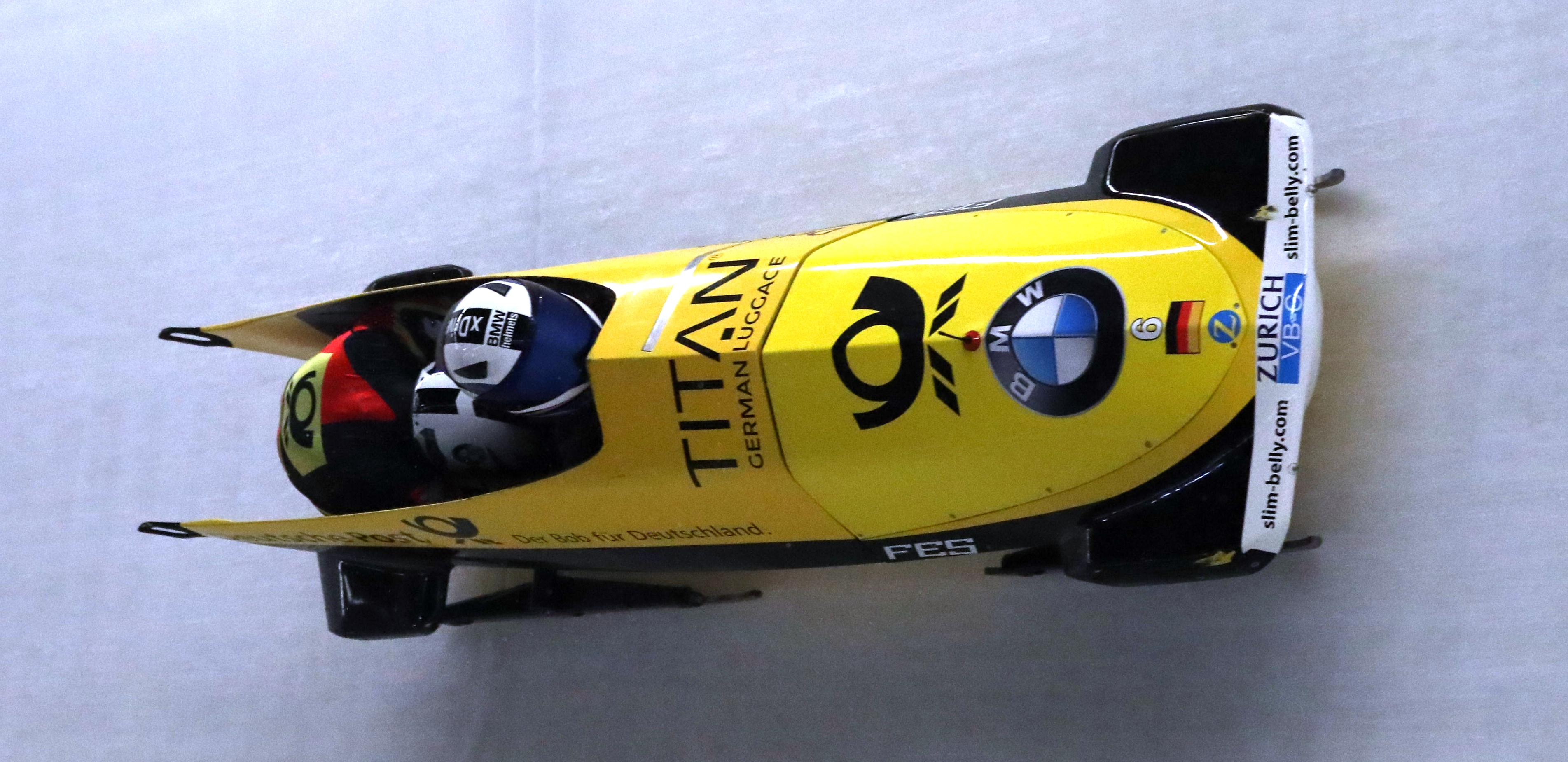
Lochner alla guida del bob a due ad Altenberg nella la terza tappa della Coppa del Mondo 2018/19

Esordì in Coppa del Mondo il 24 gennaio 2015, a metà della stagione 2014/15, piazzandosi quinto nel bob a quattro a Winterberg, salì sul podio per la prima volta il 3 dicembre 2016 a Whistler (3º nel bob a quattro) e vinse la sua prima gara l'8 gennaio 2017 ad Altenberg sempre nel bob a quattro mentre la sua prima affermazione nella gara a due avvenne a Sankt Moritz il 22 gennaio 2017. Ha trionfato nella classifica generale del bob a quattro nel 2017/18, stagione al termine della quale è giunto inoltre terzo nella combinata maschile, detiene invece quale miglior piazzamento nel bob a due il quarto posto ottenuto nel 2016/17.
Ha partecipato ai Giochi olimpici invernali di Pyeongchang 2018, piazzandosi al quinto posto nel bob a due e all'ottavo nel bob a quattro.

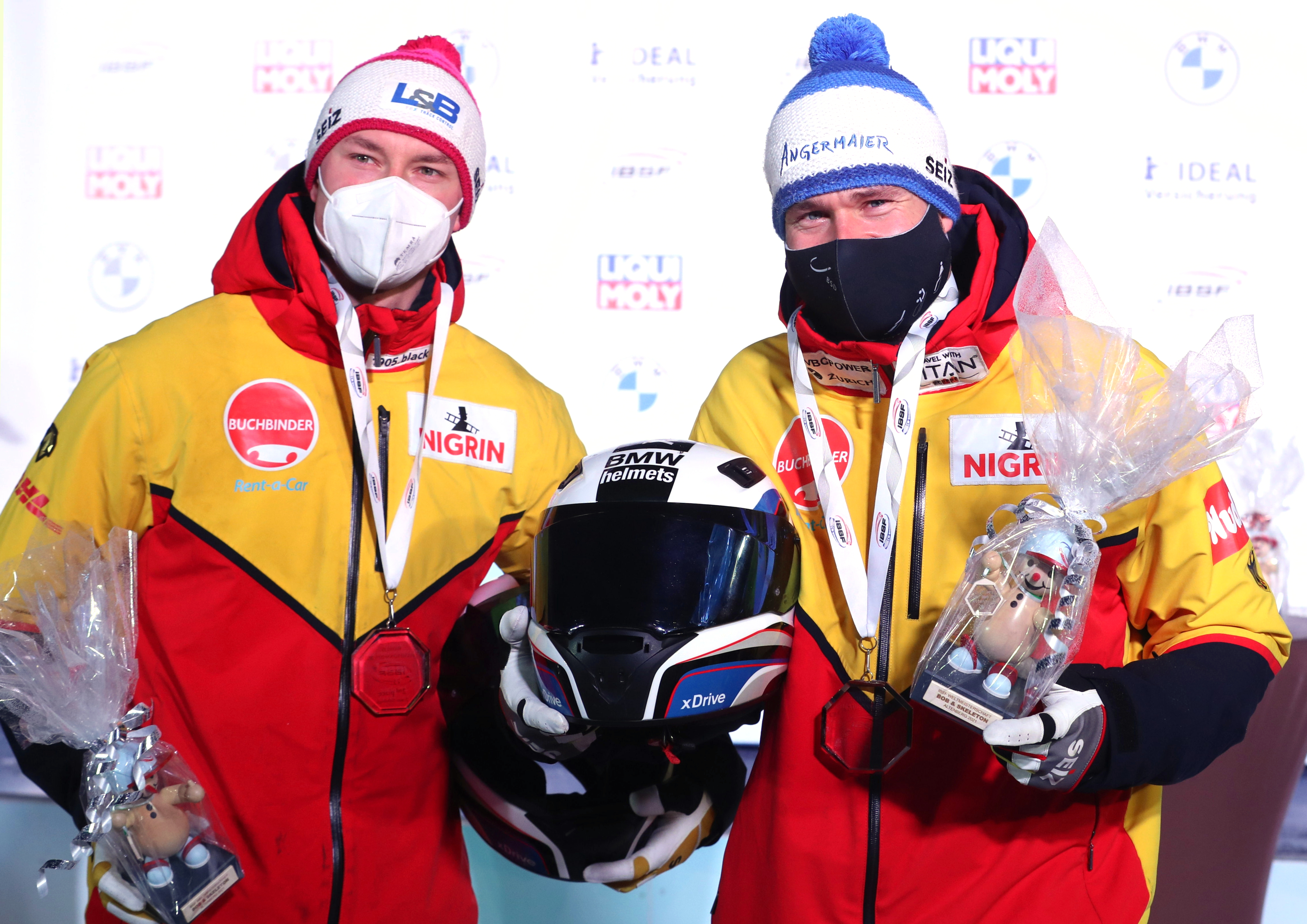
Lochner (a destra) ed Eric Franke con la medaglia d'argento vinta nel bob a due ai campionati mondiali di Altenberg 2021

Prese inoltre parte a otto edizioni dei campionati mondiali, conquistando un totale di tredici medaglie, delle quali quattro d'oro. Nel dettaglio i suoi risultati nelle prove iridate sono stati, nel bob a due: medaglia d'argento a Winterberg 2015 in coppia con Joshua Bluhm, medaglia d'argento a Igls 2016 con Joshua Bluhm, medaglia di bronzo a Schönau am Königssee 2017 con Joshua Bluhm, ottavo a Whistler 2019, medaglia d'argento ad Altenberg 2020 con Christopher Weber, medaglia d'argento ad Altenberg 2021 con Eric Franke e medaglia d'oro a Sankt Moritz 2023 con Georg Fleischhauer; nel bob a quattro: sesto a Igls 2016, medaglia d'oro a Schönau am Königssee 2017 con Joshua Bluhm, Matthias Kagerhuber e Christian Rasp, nono a Whistler 2019, medaglia d'argento ad Altenberg 2020 con Weber, Rasp e Florian Bauer e medaglia di bronzo ad Altenberg 2021 con Bauer, Weber e Rasp; nella gara a squadre: medaglia d'argento a Winterberg 2015, medaglia d'oro a Innsbruck 2016, medaglia d'oro a Schönau am Königssee 2017 e medaglia d'oro a Whistler 2019.
Agli europei vanta altresì quattro medaglie d'oro vinte consecutivamente nel bob a quattro: a Winterberg 2017, a Igls 2018, a Schönau am Königssee 2019 e a Winterberg 2020, risultato che gli permise di stabilire il record di titoli consecutivi insieme al suo frenatore Christian Rasp e di raggiungere inoltre il connazionale André Lange al secondo posto nella classifica di sempre; davanti a loro soltanto Martin Putze con cinque titoli conquistati nella disciplina a quattro. Completano il suo palmarès continentale un oro, tre argenti e un bronzo ottenuti nel bob a due.
Ha vinto inoltre i titoli nazionali 2017 in entrambe le specialità.

## Palmarès

### Olimpiadi
- 2 medaglie:
  - 2 argenti (bob a due, bob a quattro a Pechino 2022).

### Mondiali
- 15 medaglie:
  - 5 ori (gara a squadre a Igls 2016; bob a quattro, gara a squadre a Schönau am Königssee 2017; gara a squadre a Whistler 2019; bob a due a Sankt Moritz 2023);
  - 7 argenti (bob a due, gara a squadre a Winterberg 2015; bob a due a Igls 2016; bob a due, bob a quattro ad Altenberg 2020; bob a due ad Altenberg 2021; bob a quattro ad Winterberg 2024);
  - 3 bronzi (bob a due a Schönau am Königssee 2017; bob a quattro ad Altenberg 2021; bob a due ad Winterberg 2024).

### Europei
- 9 medaglie:
  - 5 ori (bob a quattro a Winterberg 2017; bob a quattro a Igls 2018; bob a quattro a Schönau am Königssee 2019; bob a quattro a Winterberg 2020; bob a due ad Altenberg 2023);
  - 3 argenti (bob a due a Winterberg 2017; bob a due a Schönau am Königssee 2019; bob a due a Winterberg 2021);
  - 1 bronzo (bob a due a Igls 2018).

### Mondiali juniores
- 2 medaglie:
  - 2 ori (bob a due, bob a quattro a Winterberg 2016);
  - 1 argento (bob a quattro a Winterberg 2014).

### Coppa del Mondo
- Vincitore della classifica generale del bob a due maschile nel 2022/23;
- Vincitore della classifica generale del bob a quattro maschile nel 2017/18;
- Miglior piazzamento in classifica generale nella combinata maschile: 2° nel 2022/23.
- 62 podi (34 nel bob a due, 28 nel bob a quattro):
  - 20 vittorie (11 nel bob a due, 9 nel bob a quattro);
  - 24 secondi posti (15 nel bob a due, 9 nel bob a quattro);
  - 18 terzi posti (8 nel bob a due, 10 nel bob a quattro).

#### Coppa del Mondo - vittorie
| Data             | Luogo                | Paese       | Disciplina                                                        |
| ---------------- | -------------------- | ----------- | ----------------------------------------------------------------- |
| 8 gennaio 2017   | Altenberg            | Germania    | a quattro con Sebastian Mrowka, Joshua Bluhm e Christian Rasp     |
| 15 gennaio 2017  | Winterberg           | Germania    | a quattro con Sebastian Mrowka, Joshua Bluhm e Christian Rasp     |
| 22 gennaio 2017  | Sankt Moritz         | Svizzera    | a due con Christian Rasp                                          |
| 28 gennaio 2017  | Schönau am Königssee | Germania    | a due con Joshua Bluhm                                            |
| 29 gennaio 2017  | Schönau am Königssee | Germania    | a quattro con Matthias Kagerhuber, Joshua Bluhm e Christian Rasp  |
| 18 novembre 2017 | Park City            | Stati Uniti | a quattro con Marc Rademacher, Christopher Weber e Christian Rasp |
| 10 dicembre 2017 | Winterberg           | Germania    | a quattro con Joshua Bluhm, Christopher Weber e Christian Rasp    |
| 17 dicembre 2017 | Igls                 | Austria     | a quattro con Marc Rademacher, Joshua Bluhm e Christian Rasp      |
| 14 gennaio 2018  | Sankt Moritz         | Svizzera    | a quattro con Sebastian Mrowka, Joshua Bluhm e Christian Rasp     |
| 13 gennaio 2019  | Schönau am Königssee | Germania    | a quattro con Florian Bauer, Marc Rademacher e Christian Rasp     |
| 7 dicembre 2019  | Lake Placid          | Stati Uniti | a due con Florian Bauer                                           |
| 4 gennaio 2020   | Winterberg           | Germania    | a quattro con Florian Bauer, Christopher Weber e Christian Rasp   |
| 1º febbraio 2020 | Sankt Moritz         | Svizzera    | a due con Christopher Weber                                       |
| 12 dicembre 2020 | Innsbruck            | Austria     | a due con Eric Franke                                             |
| 17 dicembre 2022 | Lake Placid          | Stati Uniti | a due con Georg Fleischhauer                                      |
| 7 gennaio 2023   | Winterberg           | Germania    | a due con Georg Fleischhauer                                      |
| 14 gennaio 2023  | Altenberg            | Germania    | a due con Georg Fleischhauer                                      |
| 21 gennaio 2023  | Altenberg            | Germania    | a due con Erec Bruckert                                           |
| 18 febbraio 2023 | Sigulda              | Lettonia    | a due con Georg Fleischhauer                                      |
| 19 febbraio 2023 | Sigulda              | Lettonia    | a due con Georg Fleischhauer                                      |

### Campionati tedeschi
- 8 medaglie:
  - 2 ori (bob a due, bob a quattro a Schönau am Königssee 2017[1]);
  - 1 argento (bob a due a Winterberg 2019[2]);
  - 5 bronzi (bob a due a Winterberg 2015[3]; bob a due ad Altenberg 2016[4]; bob a quattro a Winterberg 2019[5]; bob a due, bob a quattro ad Altenberg 2020[6]).

### Circuiti minori

#### Coppa Europa
- Vincitore della classifica generale nel bob a due nel 2015/16;
- Vincitore della classifica generale nel bob a quattro nel 2015/16);
- Vincitore della classifica generale nella combinata maschile nel 2015/16);
- 24 podi (13 nel bob a due, 11 nel bob a quattro):
  - 19 vittorie (11 nel bob a due, 8 nel bob a quattro);
  - 4 secondi posti (1 nel bob a due, 3 nel bob a quattro);
  - 1 terzo posto (nel bob a due).